# Exorista longisquama
Exorista longisquama är en tvåvingeart som beskrevs av Liang och Chao 1992. Exorista longisquama ingår i släktet Exorista och familjen parasitflugor.
Artens utbredningsområde är Guangdong (Kina). Inga underarter finns listade i Catalogue of Life.